# Клавдія Пульхра (дружина Вара)
Клавдія Пульхра (*Claudia Pulchra, 12 до н. е. —26) —  матрона часів ранньої Римської імперії.

## Життєпис
Походила з патриціанського роду Валеріїв. Донька Марка Валерія Мессали Аппіана, консула 12 року до н. е., і Клавдії Марцелли Молодшої, небоги Августа (Tac. Ann. IV 52).
У 1 року н. е. вийшла заміж за Публія Квінтілія Вара, консула 13 року до н. е. Мала від нього сина.
Після загибелі чоловіка у 9 році, стала активно втурчатися у політичні справи. Була подругою Агрипіни Старшої, яку підтримувала у політичних справах. Через дружбу з нею накликала на себе ненависть імператора Тіберія і префекта преторія Сеяна. У 26 році була звинувачена Доміцієм Афром в перелюбстві, чаклунстві і змові проти принцепса. Незважаючи на заступництво Агрипіни, засуджена й страчена.